# Вкус крови Дракулы
«Вкус крови Дракулы» (англ. Taste the Blood of Dracula) — британский фильм ужасов производства Hammer Film Productions, выпущенный в 1970 году.

## Сюжет
Один торговец стал свидетелем кончины Дракулы и собрал немного крови и кое-что из принадлежащих ему вещей. В магической церемонии молодой человек из британской знати, изгнанный отцом из благородного семейства за проведение сатанинских ритуалов, пытается оживить Дракулу, выпивая его кровь. Дракула поднимается, но цена воскрешения — жизнь его благодетеля лорда Кортли.

## В ролях
- Кристофер Ли - Дракула
- Джеффри Кин - Вильям Харгуд
- Гвен Ватфорд - Марта Харгуд
- Линда Хейден - Адиса Харгуд
- Питер Саллис - Самюэль Пакстон
- Энтони Хиггинс - Пол Пакстон